# Montflovin
Montflovin é uma comuna francesa na região administrativa de Borgonha-Franco-Condado, no departamento de Doubs. Estende-se por uma área de 3,35 km². Em 2010 a comuna tinha 114 habitantes (densidade: 34 hab./km²).